# 오치동
오치동(梧峙洞)은 광주광역시 북구의 법정동이다.

## 특성
오치1동은 광주광역시 북쪽의 진산인 삼각산 남쪽 기슭에 안겨 있는 아늑한 지역으로써 읍취정, 오산정, 노씨제각 등 선열들의 문화유적이 산재해 있고, 31사단과 한전 전남지사가 소재해 있기도 하다.
1955년 31사단이 들어오고 1980년대말 토지구획정리사업과 1990년대초 문흥택지개발사업으로 인하여 한적한 농촌이 도시로 탈바꿈하게 되지만, 아직도 삼각산 아래에는 포도, 벼를 재배하는 농지와 자연마을이 병존하는 도농 복합지역이다.

## 유래
- 1914년 4월 1일 : 광주군 서방면 오치리
- 1935년 10월 1일 : 광산군 서방면 오치리
- 1957년 12월 2일 : 광주시 서산동
- 1986년 11월 1일 : 광주시가 광주직할시로 승격되어 전남 행정 구역에서 광주직할시 북구 서산동으로 칭하게 됨 (’86. 5. 8 법률 제3808호)
- 1994년 7월 1일 : 서산동(매곡, 삼각, 일곡, 오치동)관할에서 오치동 분동(북구조례 제270호)
- 1997년 3월 1일 : 오치동을 오치1동과 오치2동으로 분동(북구조례 제460호)되어 오늘에 이름

머구재 밑에 자리한 오치를 중심으로 북쪽에 산동네, 동편에 윗마을, 남동쪽에 매머리 동네, 남서녘 아랫마을, 서편에 황계머리 동네가 듬성듬성 모여 있었고, 물방골과 참새골 사이에 거문고 타는 옥녀 모습의 옥녀탄금형(玉女彈琴形) 명당이 있는 거문고 등이 있었다. 대동여지도를 보면 이곳에 '고읍(古邑)' 표시가 있고, 향토사단 뒷편에 '큰안골', '역골'이란 땅 이름이 남아 있다. 머귀나무가 울창한 조용한 근교 농촌이었던 이곳은 1914년 행정구역 폐합에 따라 상촌리, 하촌리 일부 지역을 병합, '오치'라 해서 서방면에 편입되었다가 1955년 7월 1일 광주시에 편입되고, 1957년 동제실시에 따라 서산동의 관할이 되었다가 1994년 7월 1일 오치동으로 분동된 후 1997년 3월 1일 오치1,2 동으로 나뉘어져 현재에 이루고 있음.

## 교육
- 광주자연과학고등학교
- 문정여자고등학교
- 용봉중학교
- 우산중학교
- 문우초등학교
- 오치초등학교
- 오정초등학교
- 광주서산초등학교
- 광주광역시교육청 교육연수원

## 아파트
| 단지명          | 건설사                  | 시행사   | 주소                  | 입주       | 비고 |
| --------------- | ----------------------- | -------- | --------------------- | ---------- | ---- |
| 오치동 금호타운 | 아시아나항공㈜ 건설부문 | 금호건설 | 북구 서하로233번길 60 | 1995년 7월 |      |

## 공공 기관
- 광주북부경찰서
- 광주북부소방서
- 한국전력공사 광주전남본부

## 유적
- 노씨제각
  - 오치동 5번지, 1913년 노씨제각은 광주 노씨 제각(祭閣)으로 노시조 십부자의 묘소가 실전되어, 서기 1926년에 광주광역시 북구 오치동 능안골 고려평장사(高麗平章事) 만(蔓)의 묘역 좌상에 설단하여 삼릉단(三陵壇)이라 칭하였다. 그리고 매년 음력 3월 15일에 구파자손이 모여 영모재에서 제사를 올리고 있다. 광주자연과학고등학교 옆 담을 끼고 삼각산 방향으로 10여분정도 걸어가면 있다.
- 오산정
  - 오산정 1길, 오치우체국 뒷 이재열씨 가옥내 오산정(梧山亭)은 오산 이용헌(梧山 李龍憲, 1851～1899)의 호를 따서 지은 정자로서, 오산의 아들 송천 이계익(松泉 李啓翼)이 지은 것이다. 오산은 오치의 맑은 산수를 사랑하여 오치의 오(梧)자와 산수의 (山)자를 그의 아호로 자칭하였으며, 이 지역의 한적한 곳을 골라 아담한 정자를 지으려 하였다. 그러나 이러한 뜻을 이루지 못한 채 병환으로 세상을 뜨자 그의 아들 송천이 아버지의 뜻을 받들어 이 정자를 지었다. 원래 이 정자는 1911년 안산에 있었으나 1971년 호남고속도로 공사로 인하여 부득이 오치동 518번지 본가로 이건(移建)하였다가, 1987년에 다시 그 위치를 바꿔 현재의 장소로 옮겨 오늘에 이르렀다.